# Les Affranchis de Shinjuku
Série Trilogie Black Triad
Rainy Dog
(1997)
Pour plus de détails, voir Fiche technique et Distribution.
Les Affranchis de Shinjuku (en japonais : 新宿黒社会　チャイナ　マフィア戦争, Shinjuku kuroshakai: Chaina mafia sensо̄) est un film japonais réalisé par Takashi Miike, sorti en 1995. Ce film est l'un des premiers exemples de l'utilisation de la violence extrême par Miike, ainsi que la mise en scène de personnages non conventionnels, deux aspects pour lesquels Miike deviendra célèbre. Ce film fait partie de la trilogie Black Triad .

## Synopsis
Le film raconte les interactions entre un groupe de yakuzas homosexuels et un officier de police, ce dernier opposé aux organisations. Lorsque le jeune frère de l'officier de police devient l'avocat du groupe de yakuza, une dispute entre les deux frères mènera à la chute de l'organisation.

## Fiche technique
- Réalisation : Takashi Miike
- Scénario : Ichirо̄ Fujita
- Production : Tetsuya Ikeda, Toshiki Kimura et Tsutomu Tsuchikawa
- Photographie : Naosuke Imaizumi
- Montage : Yasushi Shimamura
- Décors : Tatsuo Ozeki
- Musique : Atorie Shira
- Pays :  Japon
- Langue : Japonais
- Date de sortie : Japon : 26 août 1995

## Distribution
- Kippei Shiina : Kiriya
- Tomorowo Taguchi : Wang
- Takeshi Caesar : Karino
- Ren Osugi
- Yukie Itou
- Kyosuke Izutsu
- Kazuhiro Mashiko
- Airi Yanagi